# 이청준
이청준(李淸俊, 1939년 8월 9일 ~ 2008년 7월 31일)은 대한민국의 소설가이다.

## 생애
전라남도 장흥군에서 출생했으며 광주제일고등학교를 거쳐 서울대학교 문리과대학 독어독문학과를 나왔다. 1966년 서울대를 나온 후 《사상계》에 입사했다가 1967년 《여원》사로 이직했으며 1971년에는 《월간 지성》 창간에 참여했다.
한편 그는 1968년 10월에 남경자와 혼인하여 13년 후 1981년에 외동딸 이은지를 득녀하였다.
1965년 《사상계》 신인 작품 모집에 단편 소설 <퇴원(退院)> 이 당선되어 문단에 나왔고, 이후 단편 〈임부(姙婦)〉, 〈줄〉, 〈무서운 토요일〉, 〈굴레〉 등을 발표하여 작가의 기반을 확고히 다졌다.
1968년 《병신과 머저리》로 제12회 동인문학상을 수상하였으며, 계속해서 《소문의 벽》, 《등산기》 등을 발표해 현실과 이상 사이의 갈등과 그 속에서 일어나는 심리적 고통을 묘사했다. 그의 작품 세계는 사물의 겉모습을 표현하기보다는 그 이면에 숨겨진 진실을 탐색하는 경향이 있다. 그 밖의 주요 작품으로 《조율사》·《이어도》 《눈길》등이 있으며, 창작집으로 《별을 보여드립니다》·《예언자》·《당신들의 천국》·《자유의 문》·《서편제》 등 중·장편집이 있다.
2006년 여름 폐암 판정을 받고 2008년 6월 중순 병세가 악화돼 삼성서울병원에서 입원 치료를 받다가 7월 31일 새벽 4시쯤에 향년 70세(만나이 68세)로 영면했다. 그의 장례식 빈소에서는 삼일장 첫날에 김승옥, 이어령, 황동규 등의 서울대학교 문리과대학 동문 출신의 문인들이 조문, 애도하였다.

## 학력
- 전라남도 대덕동초등학교 졸업
- 전라남도 광주서중학교 졸업
- 전라남도 광주제일고등학교 졸업
- 서울대학교 독어독문학과 학사

## 작품 활동
1965년 단편 《퇴원(退院)》 이 제7회 <사상계> 신인상에 당선됨으로써 문단에 등장했다. 그 후에 발표한 작품은 단편 《임부(姙婦)》, 《줄》, 《무서운 토요일(土曜日)》, 《바닷가 사람들》, 《굴레》, 《병신과 머저리》, 《별을 보여 드립니다》, 《공범(共犯)》, 《등산기(登山記)》, 《행복원(幸福園)의 예수》, 《마기의 죽음》, 《과녁》, 《침몰선(沈沒船)》, 《석화촌(石花村)》, 《보우너스》, 《개백정》, 《꽃과 뱀》, 《가수(假數)》, 《가학성훈련(加虐性訓練)》, 《들어보면 아시겠지만》 등 20여 편에 이르며 1960년대에 등장한 작가들 가운데 가장 왕성한 작품활동을 보여 주었다. 중편으로는 《매잡이》, 《꽃과 소리》, 《소문의 벽(壁)》, 《쓰여지지 않는 자서전(自敍傳)》, 《원무(圓舞)》, 《이제 우리들의 잔(盞)을》, 《조율사(調律師)》 등이 있으며 연작 소설집인 《자서전들 쓰십시다》와 《서편제》가 있다.
이청준의 소설은 크게 두 가지 경향으로 양분된다. 첫째는 역사·사회적인 맥락 속에서 지식인 인물들의 관념적인 대화구도를 중심으로 정치권력의 문제를 탐구함으로써 지적인 경향을 보인다는 것이고, 둘째는 가족과 고향의 세계를 서정적으로 그려내고 있다는 것이다.
자서전들 쓰십시다 (부제: 언어사회학서설)
떠도는 말들, 자서전들 쓰십시다, 지배와 해방, 가위 잠꼬대, 다시 태어나는 말
서편제(부제: 남도사람)
서편제, 소리의 빛, 선학동 나그네, 새와 나무, 다시 태어나는 말
문단 등장 1년 만에 단편 《병신과 머저리》로 제 12회 동인문학상을 수상하였으며, 창작집 《별을 보여드립니다》, 《소문의 벽(壁)》, 《조율사(調律師)》· 《꽃과 소리》를 냈다. 한때 사상계사를 비롯하여 잡지 편집에도 종사한 바 있으나 창작 생활에 전념, 소설만 꾸준히 쓰는 작가로 알려져 있다. 그의 작품 세계는 주로 생활과 예술, 혹은 이상과 현실 사이의 갈등과 고민으로 구성되어 있으며, 소설 형식은 흔히 격자소설(格子小說 : Pehmenerz llung)을 방불케 한다. 관념적 작가라는 평을 듣기도 하나 진실을 추적하는 솜씨가 집요한 작가로서 독특한 자리를 차지하고 있다.
몇몇 작품은 영화의 원작이 되기도 했다. 임권택 감독의 서편제는 단편소설 서편제를, 이창동 감독의 《밀양》은 이청준의 소설 벌레이야기를 원작으로 하고 있다. 대표적인 장편소설로는 소록도에서 나병 환자들을 돌본 실제 의사를 모델로 한 당신들의 천국, 맹인 목사의 회심 이야기를 다룬 낮은 대로 임하소서 등이 있다.
출판사 문학과지성사는 "'이청준 전집'이 2008년 2월 첫 편집회의를 시작한 지 10년 만에 총 34권으로 완간을 맞게 되었다. 이청준 선생의 중단편소설 155편과 희곡 1편, 장편소설 17편을 포함한 총 34권(중단편집 17권, 장편소설 17권)의 구성으로 '이청준 전집' 완간을 하게 됐다.

### 소설
- 퇴원(1965)
- 병신과 머저리(1966)
- 굴레(1966)
- 석화촌(1968)
- 매잡이(1968)
- 침몰선(1968)
- 소문의 벽(1971)
- 조율사(1972)
- 들어보면 아시겠지만(1972)
- 떠도는 말들(1973)
- 이어도(1974)
- 낮은 목소리로(1974)
- 자서전들 쓰십시다(1976)
- 서편제(1976)
- 불을 머금은 항아리(1977)
- 잔인한 도시(1978)
- 살아있는 늪(1979)
- 별을 보여 드립니다(1971)
- 가면의 꿈(1975)
- 당신들의 천국(1976)
- 예언자(1977)
- 남도 사람(1978)
- 춤추는 사제(1979)
- 흐르지 않는 강(1979)
- 낮은 대로 임하소서(1981)
- 따뜻한 강(1986)
- 아리아리 강강(1988)
- 자유의 문(1989)
- 떠돌이개 깽깽이(2001)
- 눈길(2001)
- 선생님의 밥그릇(2002)
- 숭어 도둑(2003)
- 아름다운 흉터(2004)
- 학으로 나는 서편제(2004)
- 머물고 간 자리 우리 뒷모습(2005)

### 동화
판소리를 동화로 풀어 썼다.
- 토끼야, 용궁에 벼슬 가자
- 심청이는 빽이 든든하다
- 춘향이를 누가 말려
- 놀부는 선생이 많다
- 옹고집이 기가 막혀

## 수상
- 1965년 『사상계』 신인문학상 , 『퇴원』
- 1968년 4월 9일 - 단편소설 《병신과 머저리》로, 사상계사 제정 '동인문학상' 수상
- 1969년 - 《매잡이》로 대한민국문화예술상
- 1976년 1월 17일 - 중편소설 《이어도》로 한국일보사 제정 '창작문학상' 수상
- 1976년 10월 17일 - 중편소설 《잔인한 도시》로 문학사상사 제정 '이상문학상' 수상
- 1979년 9월 22일 - 중편소설 《살아있는 늪》으로 중앙일보사 제정 '중앙문화대상' 수상
- 1985년 11월 29일 - 중편소설 《비화밀교》로 한국문예진흥원 제정 '대한민국문학상' 수상
- 1990년 9월 21일 - 장편소설 《자유의 문》으로 문학과 지성사 제정 '이산문학상' 수상
- 1994년 12월 2일 - 장편소설 《흰옷》으로 대산재단 제정 '대산문학상' 수상
- 1998년 3월 1일 - 중편소설 《날개의 집》으로 21세기문학사 제정 '21세기문학상' 수상
- 2003년 10월 10일 - 제17회 인촌상
- 2004년 - 제36회 대한민국문화예술상
- 2005년 7월 7일 - 대한민국 예술원 회원으로 선출
- 2007년 6월 1일 - 호암 예술상
- 2007년 6월 12일 - 제비꽃 서민소설상
- 2008년 금관문화훈장

## 같이 보기
- 한국 문학
- 한국 영화